# شیروان
شیروان، دومین شهر بزرگ استان خراسان شمالی در ایران است. جمعیت این شهر در سرشماری سال ۱۳۹۵ ، بالغ بر ۸۲۶۸۹ نفر بوده‌است.
شیروان از کهن‌ترین مراکز فرهنگ و تمدن و تاریخ در خراسان شمالی و ایران است و قدمت تمدن در این شهر به ۷۰۰۰ سال (۵۰۰۰ سال قبل از میلاد و ۴۵۰۰ سال قبل از امپراتوری هخامنشیان) می‌رسد. تاکنون بیش از ۱۲۰ اثر باستانی و مکان فرهنگی در آن شناسایی شده‌است. تپه باستانی ارگ شیروان سابقاً مرکز حکومت و فرماندهی خطه شمال خراسان بوده‌است و اکنون عظیم‌ترین و مهم‌ترین محوطه باستانی شمال شرق کشور است. این ارگ که در اطراف آن سفال‌های دارای قدمتی ۷۰۰۰ ساله به دست آمده‌است، به عنوان کهن‌ترین زیستگاه خراسان شمالی مورد تحقیق و بررسی و پژوهش باستانشناسان ایرانی و خارجی قرار گرفته‌است. قبرهای زرتشتی در اطراف تپه مذکور و روستاهای قدیمی گلیان و تفتازان و کاکلی و خانلق و بعضی از آداب و رسوم مردم شیروان زندگی زرتشتیان در شیروان را تأیید می‌نماید. در دوران پیش از اسلام شیروان پایتخت قوم پارت بوده‌است. دیاکونوف محقق و نویسنده روسی بر این باور است که نخستین امپراتوری پارت در شیروان به وجود آمده‌است. ایزدوخاراکسی و استرابون از مورخان و جغرافیدانان یونان محل زندگی و حکومت پارت را در دره رود اترک ذکر کرده‌اند. شیروان در زمان اشکانیان در زمره قلمرو آنان قرار داشته و وجود قبرهای زرتشتی و آثار تاریخی در نقاط گوناگون ناحیه شیروان، نه تنها بر شناخت رویدادهای تاریخی شیروان در پیش از تاریخ کمک می‌نماید، بلکه آبادی و اهمیت این شهر را در آن زمان نشان می‌دهد.
رونق شهر شیروان پس از اسلام به دوره فرمانروایی خوارزمشاهیان (قرن ۶ ه‍.ق) مربوط می‌شود که از آن دوران، بناهای اسلامی مانند بقعه امام زاده سلطان محمدرضا به جای مانده‌است. در حملات گورکانیان، این منطقه آسیب فراوان دید و کشتار فراوانی در آن صورت گرفت. در دوره صفویان، مهم‌ترین واقعه‌ای که در این شهر روی داد، کوچاندن چهل هزار خانوار عشایر کُرد به این منطقه بود که، توسط شاه عباس بزرگ انجام یافت. این شهر در دوران حکومت قاجار همواره یکی از مناطق مهم درگیری‌های حاکمان محلی بود.
شهر شیروان در سال ۱۳۰۸ بر اثر زلزله به کلی ویران شد و پس از دو سال، بار دیگر با روش‌های نوین شهرسازی دوباره ساخته شد و شیروان کنونی هیچ شباهتی به شهرهای باستانی ندارد.

## موقعیت جغرافیایی
شیروان در عرض جغرافیایی ۳۷ درجه و ۴۰ دقیقه و طول جغرافیایی ۵۷ درجه و ۹۳ دقیقه با ارتفاع ۱۰۹۷ متری از سطح دریا قرار گرفته‌است. مساحت شیروان ۳۷۸۹ متر مربع است. این شهر از شمال به پایتخت کشور ترکمنستان شهر عشق‌آباد، از جنوب به شهرستان اسفراین، از شرق به شهرستان فاروج و از غرب به بجنورد محدود می‌شود. شهر شیروان در مجاورت رود اترک قرار دارد. شیروان با فاصله ۲۲ کیلومتری نزدیک‌ترین شهرستان به عشق آباد پایتخت ترکمنستان می‌باشد. (البته گمرک و همچنین جاده‌ای از شیروان به ترکمنستان وجود ندارد)

## نام
نام شیروان منسوب به نقش شیری است که شکل و شمایل آن در دامنه شمالی کوه آغزی‌قاپاقلی که در امتداد شرقی کوه قراول چینگه قرار دارد مشاهده می‌گردد. این دو کوه در نزدیکی و جنوب شهر شیروان واقع و کلاً به «شیر کوه» نیز معروف است. سنگهای تشکیل دهنده شکل شیر با دیگر سنگهای کوه آغزی‌قاپاقلی، از نظر جنس، نوع و رنگ متفاوت است و هر بیننده‌ای این وجه تمایز «شکل شیر» را به وضوح مشاهده می‌کند.

## تاریخ

### پیش از اسلام
شیروان از بزرگترین مراکز فرهنگ و تمدن و تاریخ در خراسان شمالی و ایران است و قدمت تمدن در این شهر به ۷۵۰۰ سال (۵۰۰۰ سال قبل از میلاد مسیح و ۲۵۰۰ سال قبل از امپراتوری هخامنشیان) می‌رسد. تاکنون بیش از ۶۹ اثر باستانی ثبت شده و ۲۵۲ مکان فرهنگی در آن شناسایی شده‌است. تپه باستانی ارگ شیروان سابقاً مرکز حکومت و فرماندهی خطه شمال خراسان بوده‌است و اکنون عظیم‌ترین و مهم‌ترین محوطه باستانی شمال شرق کشور است. این ارگ که در اطراف آن سفال‌های دارای قدمتی ۷۰۰۰ ساله به دست آمده‌است، به عنوان کهن‌ترین زیستگاه خراسان شمالی مورد تحقیق و بررسی و پژوهش باستانشناسان ایرانی و خارجی قرار گرفته‌است.
قبرهای زرتشتی در اطراف تپه مذکور و روستاهای قدیمی گلیان و خانلق و بعضی از آداب و رسوم مردم شیروان زندگی زرتشتیان در شیروان را تأیید می‌نماید.
تپه ارگ دوین شیروان از جمله آثار باستانی دیگر شهر شیروان است که با مربوط به هزاره چهارم و پنجم قبل از میلاد مسیح است. بنای تاریخی قزلر قلعه (قلعه دختر) در مجاورت روستای تاریخی زیدر، زادگاه دانشمند بزرگ، شهاب‌الدین زیدری نسوی (منشی سلطان جلال‌الدین خوارزمشاه) قرار دارد که در زمان هخامنشیان احداث و با حمله مغولان تخریب شده‌است.
در دوران پیش از اسلام شیروان پایتخت قوم پارت بوده‌است. دیاکونوف محقق و نویسنده روسی بر این باور است که نخستین امپراتوری مقتدر پارتها در شیروان به وجود آمده‌است. ایزدوخاراکسی و استرابون از مورخان و جغرافی‌دانان یونان محل زندگی و حکومت پارت را در دره رود اترک شیروان ذکر کرده‌اند. شیروان در زمان اشکانیان در زمره قلمرو آنان قرار داشته و وجود قبرهای زرتشتی و آثار تاریخی در نقاط گوناگون ناحیه شیروان، نه تنها بر شناخت رویدادهای تاریخی شیروان در پیش از تاریخ کمک می‌نماید، بلکه آبادی و اهمیت این شهر را در آن زمان نشان می‌دهد.

### پس از اسلام

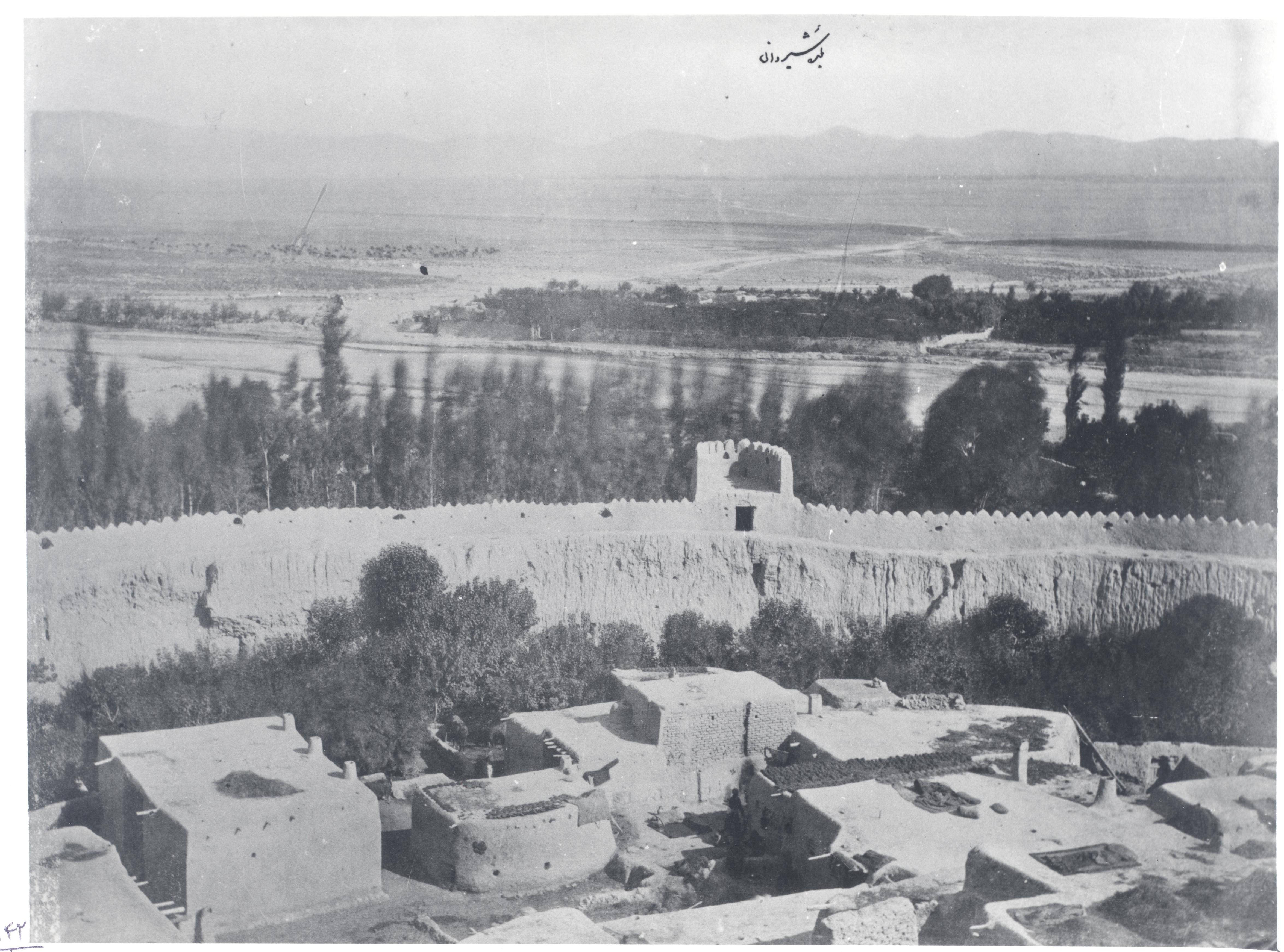
نمایی از شیروان در اواخر سدهٔ ۱۳ هجری قمری

رونق شهر شیروان پس از اسلام به دوره فرمانروایی خوارزمشاهیان (قرن ۶ ه‍.ق) مربوط می‌شود، که از آن دوران بناهای اسلامی مانند بقعه امام زاده سلطان محمدرضا به جای مانده‌است. در حملات گورکانیان این منطقه آسیب فراوان دید و کشتار فراوانی در آن صورت گرفت. در دوران صفویان، مهم‌ترین واقعه‌ای که در این شهر روی داد، کوچاندن چهل هزار خانوار عشایر کُرد به این منطقه بود که توسط شاه عباس انجام یافت. این شهر در دوران حکومت قاجار همواره یکی از مناطق مهم درگیری‌های حاکمان محلی بود.
شهر شیروان در سال ۱۳۰۸ بر اثر زلزله به کلی ویران شد و پس از دو سال، بار دیگر با روش‌های نوین شهرسازی دوباره‌سازی شد.

## آب و هوا
آب و هوای شیروان معتدل و کوهستانی است و وزش بادها در آن بیشتر در جهت شرقی به شمال غربی است. حداکثر درجه حرارت در تابستان‌ها ۴۳ درجه بالای صفر و کمترین آن در زمستان‌ها ۳۱ درجه زیر صفر است.
| آب و هوای شیروان           | آب و هوای شیروان | آب و هوای شیروان | آب و هوای شیروان | آب و هوای شیروان | آب و هوای شیروان | آب و هوای شیروان | آب و هوای شیروان | آب و هوای شیروان | آب و هوای شیروان | آب و هوای شیروان | آب و هوای شیروان | آب و هوای شیروان | آب و هوای شیروان |
|                            | ژانویه           | فوریه            | مارس             | آوریل            | مـــــه          | ژوئـن            | ژوئیـه           | اوت              | سپتامبر          | اکتبـر           | نوامبر           | دسامبر           | سـال             |
| -------------------------- | ---------------- | ---------------- | ---------------- | ---------------- | ---------------- | ---------------- | ---------------- | ---------------- | ---------------- | ---------------- | ---------------- | ---------------- | ---------------- |
| گرم‌ترین C°                 | ۱۷               | ۲۰               | ۳۰               | ۳۳               | ۳۷               | ۴۰               | ۴۳               | ۴۲               | ۳۸               | ۳۲               | ۳۰               | ۲۰               | ۴۳               |
| میانگین گرم‌ترین‌ها C°       | ۳                | ۶                | ۱۳               | ۲۰               | ۲۵               | ۳۱               | ۳۳               | ۳۱               | ۲۸               | ۲۱               | ۱۴               | ۷                | ۲۰               |
| میانگین سردترین‌ها C°       | -۵               | -۲               | ۳                | ۱۰               | ۱۳               | ۱۸               | ۲۰               | ۱۷               | ۱۳               | ۷                | -۲               | -۱               | ۸                |
| سردترین C°                 | -۲۳              | -۲۲              | -۸               | -۷               | ۲                | ۷                | ۲                | ۰                | ۲                | -۶               | -۱۱              | -۱۵              | -۲۳              |
| بارش mm                    | ۲۷٫۹             | ۳۳               | ۵۵٫۹             | ۴۵٫۷             | ۲۷٫۹             | ۵٫۱              | ۰                | ۰                | ۰                | ۱۰٫۲             | ۱۵٫۳             | ۱۷٫۸             | ۲۴۱٫۳            |
| منبع: سایت ودر دسامبر ۲۰۱۴ |                  |                  |                  |                  |                  |                  |                  |                  |                  |                  |                  |                  |                  |

## فرهنگ
سازهای محلی
ویرایش
۱- قوشمه
: از دو نی استخوانی که کنار یکدیگر قرار گرفته‌اند و مانند نی سوراخ‌هایی دارند درست شده‌است.
۲- دوتار
: از دو رشته سیم که ۱۱ تا ۱۳ پرده دارد تشکیل می‌شوند و با انگشتان می‌نوازند.
۳- دهل
: شبیه طبل بزرگی است که معمولاً به گردن می‌آویزند و با دو چوب که یکی ضخیم‌تر از دیگری است در دو جهت نواخته می‌شود.
۴- سرنا
: مانند شیپوری است به طول تقریبی ۳۵ سانتی‌متر که صدای فوق‌العاده بلند و رسا دارد از دوهل و سرنا در مراسم برگزاری کشتی با چوخه، استفاده می‌شود و در جشن‌ها نیز مورد استفاده قرار می‌گیرد.
کمانچه
: از چهار سیم و پرده‌های مشخص درست شده که با آرشه نواخته می‌شود.
دایره (ساز)
: پوسته نازکی را بر چوبی دایره‌ای شکل می‌کشند و بیشتر در جشن‌ها و عید گاه‌های سابق مورد استفاده قرار می‌گرفت.
موزقان
: این ساز در سابق بیشتر مورد استفاده قرار می‌گرفت امّا در حال حاضر برای اکثر مردم ناشناخته است.
نی
: لوله‌ای به طول تقریبی نیم متر، که از چوب یا آهن می‌سازند و بیشتر مورد استفاده چوپانان در هنگام چرای گوسفند و آبخوران دام قرار می‌گیرد.

### بازی‌های بومی
۱-هُوَلَنْدِه (مشابه پرش‌های طول و ارتفاع) ۲- زنجیره ۳- رها رها ۴- پیشته پیشته ۵- اله چمبه ۶- کِبِدی کِبِدی ۷- چِلِی ۸ - بای (تاب بازی) ۹- اصولولی ۱۰ - تسمه تسمه ۱۱- قره گُردِم ۱۲- اُستا زنجیر باف ۱۳ -گوز باقْلَنْدِه ۱۴- قُلاقِ چکْمَه ۱۵- گرگم به هوا ۱۶- گل گل ۱۷- نون نون (لانه شیطان) ۱۸- پارا ۱۹- کلاس کلاس ۲۰- رقص چوب ۲۱- اُوپشتک ۲۲- دوز ۲۳- مَزَلاق ۲۴- لَپَّر ۲۵- ملاّ ملاّ ۲۶- زوو ۲۷- دونقوز، دونقوز ۲۸- دستمال دستمال ۲۹- دو.. د ۳۰- کچه کچه

### کتابخانه‌ها
. کتابخانه استاد زارعی
. کتابخانه امام علی

### انواع نان‌ها، سوغات و غذاهای محلی
1. قَتْلَمَه: آرد را خمیر کرده و آن را ورقه ورقه می‌کنند و لابلای آن را روغن و زعفران و ادویه می‌زنند و آن را در تنور می‌پزند.
2. چَلْپه: خمیر را نازک کرده و آن را در داخل روغن داغ قرار می‌دهند تا خوب سرخ شده و آماده شود.
3. اَگِنجه: با قرار دادن سبزی‌های محلّی و پیاز سرخ شده در داخل خمیر آن را در روغن سرخ می‌کنند.
4. شیرمال: آرد را با شیر خمیر می‌کنند و با کشیدن مقداری روغن با زعفران بر روی آن در تنور قرار می‌دهند تا آماده شود.
5. ساج نونه: نوعی نان محلّی نسبتاً نازک که روی ساج (ظرف از جنس چدن است (سل)) می‌پزند و دارای انواع مختلف است.
6. شکر پنیر (آبنبات):آبنباتی است که بین مردم شیروان و استان خراسان شمالی طرفداران زیادی دارد همچنین مغازه آبنبات فروشی محمدنژاد واقع در خیابان سعدی معروف‌ترین و باکیفیت‌ترین آبنبات سازی و آبنبات فروشی شهر است.
7. فطیر: این نان محلّی انواع مختلف دارد که بهترین نوع آن با کره و به نام «فطیر مسکه» مورد استفاده قرار می‌گیرد.
8. قاق: آرد را با روغن و شکر و ادویه به خمیر تبدیل می‌کنند و آن را در تنور می‌پزند، قاق به علّت خشک بودن مدّت زیادی نگهداری می‌شود.
9. چریش لی فطیر: آرد را با آب و چریش (نوعی گیاه محلّی خودرو کوهستانی) خرد شده خمیر می‌کنند و آن را در تنور می‌پزند.
10. جِزْلِق لی فطیر: آرد را با آب و جزلِق (تکه‌های کوچک دنبه گوسفند که روغن آن قبلاً گرفته شده‌است) خمیر می‌کنند و آن را می‌پزند.
11. کلوچه برنجی: آرد برنج را با شکر و آب خمیر می‌کنند و آن را در قطعات کوچک می‌پزند.

۱۱- چُزمه: نوعی نان محلّی نازک است که در داخل روغن سرخ می‌شود. ۱۲- قوتاب (قطاب): داخل خمیر را با انواع سبزی‌ها و گوشت کوبیده پر می‌کنند و سپس آن را داخل روغن سرخ می‌نمایند.
1. یَخنه پلو: چلو به اضافه گوشت آب‌پز که در داخل برنج قرار می‌گیرد (ته چین).
2. آبگوشت: شامل. گوشت، نخود، لوبیا، سیب زمینی، که آبگوشت آن به صورت ترید و گوشت و دیگر مخلفات آن به صورت کوبیده خورده می‌شود.
3. سِمْسِه: شامل آرد و شیره انگور است که آب و ادویه به آن اضافه می‌شود البته ابتدا آرد را در روغن تف می‌دهند.
4. دُیمَه دَنی: گندم را نیمه کوبیده کرده و آن را در آب می‌جوشانند و سپس در دم می‌گذارند و با اضافه کردن مقداری آرد، روغن و ماست می‌خوردند.
5. قَیش: از رشته‌های نازک و پهن خشک شده خمیر گندم، ماست و عدس و روغن درست می‌شود.
6. کَچِه (کاچی): شامل آرد، آب و روغن است.
7. نون قاتق یا کله جوش: پیاز را در روغن سرخ می‌کنند و ماست را به صورت دوغ، چوب شیرین و گردوی کوبیده شده را بر آن می‌افزایند و پس از مدّتی جوشیدن نون در آن تلیت کرده و می‌خورند.
8. پی او: پیاز را رد روغن سرخ می‌کنند و با اضافه کردن مقداری عدس و ادویه و آب و احیاناً چند عدد تخم مرغ و با ریز کردن نان در آن خورده می‌شود.
9. دَرشو گرم: شمال آرد، شیره انگور، ادویه و روغن می‌باشد که مانند سمسمه درست می‌شود.
10. آش رشته: حبوبات و انواع سبزی‌ها را آماده می‌کنند و سپس با اضافه کردن رشته آن را طبخ می‌نمایند
11. آش یارمه: یکی از آش‌های معروف محلی است که با گندم ریز شده و سبزی درست می‌شود که با اضافه کردن دوغ آن را می‌خورند.
12. مَسْدُوه: با حبوبات و سبزی‌های محلی مخصوصاً گیاه گزلی با مقداری برنج پخته می‌شود و با اضافه کردن دوغ آن را می‌خورند
13. فرنی: از شیر و آرد برنج درست می‌شود.
14. شیره داغ: روغن حیوانی را داغ می‌کنند و شیره انگور را داخل آن می‌ریزند و باریز کردن نان در داخل آن می‌خورند.
15. تَلخان: گندم را روی ساج (سل) برشته می‌کنند و آن را در هاون نیمه خرد می‌کنند و با اضافه کردن مغز دانه خربزه و کنجد و شیره انگور، این محتویات را مالش می‌دهند تا غذای پر انرژی تلخان آماده شود.
16. آش قلَیه: پس از آماده شدن آش رشته که با دوغ سیردار مخلوط است، روی آن قیمه می‌ریزند و می‌خورند.
17. قرمه: اول دنبه گوسفند را در قابلمه در زیر آتش داغ می‌کنیم پس از آن که روغن داد به همراه تکه‌های مانده دنبه که جزقاله نام دارد پیاز فراوان را در قابلمه می‌ریزیم و بعد ازان کمی زرد چوبه اضافه می‌کنیم پس از طلایی شدن پیاز سپس گوشت‌های تکه‌تکه شده گوسفند را درون قابلمه می‌ریزم و می‌گذاریم به آرامی پخته شود.

## شهرسازی

### محله‌ها
1. پاسداران
2. امام رضا
3. امام خمینی
4. جامی
5. فلسطین
6. شهرک امام
7. گنبدی
8. زیباشهر
9. نادری
10. جانبازان
11. فروغی
12. سلمان فارسی(قسمت شرقی کمربندی قدیم ات)
13. ابوذر غفاری(قسمت غربی کمربندی قدیم است)
14. زمین کشوری(جمهوری)
15. چنگل آباد(دانشگاه)
16. شفا
17. توحید
18. ورزش
19. سجادشهر
20. فردوسی
21. خیام
22. رزاز
23. آزادی (بیست متری هاشمی)
24. استقلال
25. پیروزی
26. فرهنگ
27. کمربندی قدیم(متشکل از دو خیابان اصلی سلمان فارسی و ابوذرغفاری در شرق و غرب میباشد )
28. معلم
29. شهریار

### معابر و تقاطع‌ها
1. خیابان امام خمینی
2. خیابان بهشت

## شبکه بهداشت و درمان شیروان
سرپرست : دکتر محمدرضا حیدری قولانلو
- بیمارستان امام خمینی
- بیمارستان خاتم الانبیا (ریاست دکتر میلاد انوری)

## دانشگاه‌ها
- مجتمع آموزش عالی شیروان(دانشکده کشاورزی و منابع طبیعی): که با دانشگاه بجنورد در سال 1401 ادغام گردید و ردیف بودجه مستقل آن حذف گردید.
- دانشکده پرستاری شیروان
- دانشگاه آزاد اسلامی واحد شیروان
- دانشکده فنی پسران پروفسور حسابی
- دانشگاه علمی کاربردی شیروان
- دانشگاه پیام نور شیروان
- آموزشکده فنی و حرفه‌ای سما
- دانشگاه غیرانتفاعی علم و ادب نوین شیروان
- حوزه علمیه آیت‌الله حکیم
- حوزه علمیه فاطمه الزهرا
- مؤسسه آموزش عالی علمی-کاربردی مهارت مرکز شیروان

## ورزش
- کشتی با چوخه
: کشتی برای ایرانیان نه یک مبارزه برای غلبه بلکه تلاش و ورزش بدنی بوده که همراه با شهامت و شجاعت بوده‌است ونام پهلوان برای مردم ارزش فرهنگی ممتازی داشته‌است. کشتی با چوخا در فصل‌هایی به‌خصوص زمستان و بهار طی مراسمی خاص از جمله عروسی انجام می‌شده و در چند دهه اخیر به لحاظ لباس چوخا که هنگام کشتی به تن می‌کنند به مرور نام آن به کشتی چوخه تغییر پیدا کرده‌است. مسابقات این ورزش در سال ۱۳۴۲ برای اولین بار با حمایت منوچهر لطیف در شهر شیروان برگزار شد. همچنین عیسی خان پهلوان اوغازعلی اکبر پهلوان بوده‌اند.
- کوهنوردی و صخره‌نوردی: محمدرضا رمضانپور و رضا پیل پا عضو تیم ملی ۵ نفره صخره‌نوردی ایران از شیروان
- والیبال: تیم قند شیروان که در سال‌های ۸۱ و ۸۲ در لیگ برتر والیبال کشور حضور داشت و به عنوان بهترین تیم شهرستانی انتخاب شد. این تیم به خاطر مشکلات مالی منحل شد
- علی شفیعی (بازیکن والیبال) بازیکن تیم ملی والیبال محمد نمازی داور بین المللی والیبال
- جودو و کوراش: دکترایوب حسنی قهرمان کوراش آسیا و جهان، عضو تیم ملی کوراش ایران
- هندبال: هانی زمانی ملی پوش تیم ملی هندبال ایران و اولین لژیونر هندبال ایرانی
- کشتی: علی خالق زادهقلعه بیگ کشتی‌گیر تیم کشتی راه‌آهن مشهد و عضو سابق تیم ملی کشتی آزاد ایران و دارو بین‌المللی کشتی و ریاست اداره ورزش و جوانان
- هاکی: مرضیه پهلوانی بازیکن پیشین تیم ملی و سرمربی کنونی تیم ملی هاکی زنان ایران
- همچنین محمد داوری شرکت کننده عصر جدید بود که در روستای مشهد مشهد ترقی (یکی از روستاهای شیروان) زندگی می‌کند

## گردشگری

### جاذبه‌های طبیعی

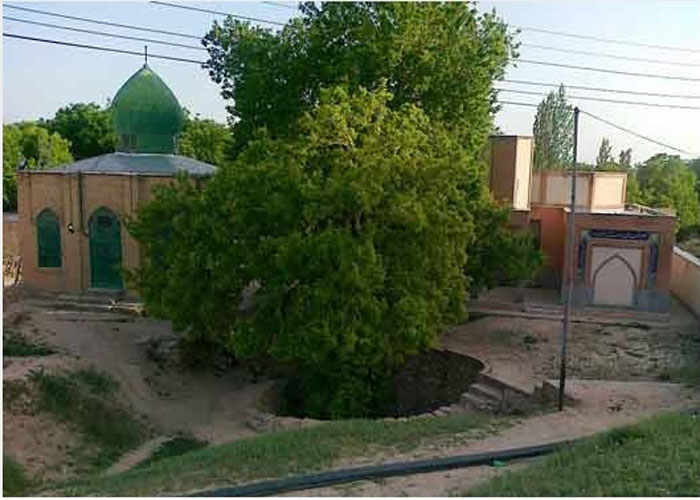
چشمه مختومی و امامزاده قاسم الحسینی در جوار چشمه در روستای فجرآباد

- منطقه ییلاقی حفاظت شده گلیل
 نامانلو
- روستای هدف گردشگری زوارم و روستای گردشگری  روستای تفتازان
- آبشار باداملق
- آبشار و رانش زمین اسطرخی
- زندازی (زندان زو یا دره زندان)
- دره گلیان
- چشمه مختومی فجرآباد

- آجان کوه

آجان کوه، نزدیکترین کوه به شهر شیروان با فاصله تقریبی بیست کیلومتر و فاصله دو کیلومتری از روستای توده می‌باشد. قله این کوه حدود هزار و هفصد و پنجاه متر از سطح دریا ارتفاع دارد ولی از ضلع شرقی (از طرف روستای توده) حدود هفصد متر ارتفاع دارد و برای افرادی که تازه شروع به کوه‌نوردی کردن، مناسب است.

### بوستان ها و فضای سبز
- بوستان  شیرکوه
- بوستان کوثر
- بوستان فرهنگ
- بوستان شهید فهمیده
- بوستان مادر